# Lhomme

Lhomme este o comună în departamentul Sarthe, Franța. În 2009 avea o populație de 938 de locuitori.